# Ufeus faunus
Ufeus faunus là một loài bướm đêm trong họ Noctuidae.